# Axel Hansson
Axel Mauritz Hansson, född 7 juli 1869 i Horten, Norge, död 9 juli 1911 i Hornbæk, Danmark, var en svensk skådespelare.

## Biografi
Hanssons far var den kände teaterdirektören, dansläraren och varietédirigenten Julius Scheike Hansson, som även var far till skådespelaren Ingeborg Rönnblad.  Axel Hansson var gift med skådespelarkollegan Valborg Hansson, med vilken han hade sonen Stig, som blev kompositören Jules Sylvain.
Efter att ha debutera i sin fars sällskap var Hansson 1887–1888 engagerad vid Södra Teatern, 1888–1889 vid Djurgårdsteatern och 1889-1890 vid Vasateatern. Därefter hos Axel Bosin 1890–1891, och August Arppe i Finland 1891–1892, vid Stora Teatern, Göteborg 1892–1893, vid Albert Ranfts teatrar 1893-1895, vid Svenska teatern i Helsingfors 1895–1898, vid Dramatiska teatern 1898–1909 och därefter vid Svenska teatern. Bland Hanssons roller märks den manliga huvudrollen i Ibsens Ett dockhem på Svenska Teatern i Helsingfors (1898) med hustrun som motspelare. Båda makarna spelade även på Dramaten i Stockholm.
Axel Hansson omkom i en drunkningsolycka vid danska Hornbæks bad. Han är begravd på Norra begravningsplatsen i Stockholm.

## Teater

### Roller (ej komplett)
| År   | Roll                    | Produktion                                         | Regi             | Teater                       |
| ---- | ----------------------- | -------------------------------------------------- | ---------------- | ---------------------------- |
| 1888 | Prosper                 | Pariserliv Jacques Offenbach                       |                  | Vasateatern                  |
| 1893 |                         | Picardan är hemma Alexandre Bisson                 |                  | Djurgårdsteatern             |
| 1893 | Försakelse              | Spökerierna på slottet, revy Eric Sandberg         |                  | Djurgårdsteatern             |
| 1894 | Wilhelm II              | På Helgeandsholmen, revy Eric Sandberg             |                  | Djurgårdsteatern             |
| 1897 | Axel Thordsson          | Axel och Walborg Adam Oehlenschläger               | August Arppe     | Svenska Teatern, Helsingfors |
| 1899 | Torben Oxe              | Kung Kristian II Adolf Paul                        |                  | Dramatiska Teatern           |
| 1899 | Nils Sture              | Karin Månsdotter Adolf Paul                        |                  | Dramatiska Teatern           |
| 1900 | Emile                   | Brott och brott August Strindberg                  |                  | Dramatiska Teatern           |
| 1900 | Antifolus från Syracusa | Förvexlingarne William Shakespeare                 |                  | Dramatiska Teatern           |
| 1900 | Bernard Dufresne        | Zaza Pierre Berton och Charles Simon               |                  | Dramatiska Teatern           |
| 1901 | Jean                    | Familjeband Gaston Devore                          |                  | Dramatiska Teatern           |
| 1901 | Christian               | Cyrano de Bergerac Edmond Rostand                  |                  | Dramatiska Teatern           |
| 1902 | Claudio                 | Mycket väsen för ingenting William Shakespeare     |                  | Dramatiska Teatern           |
| 1902 | Fouché                  | Madame Sans-Gêne Victorien Sardou och Émile Moreau |                  | Dramatiska Teatern           |
| 1904 | Foscari                 | En venetiansk komedi Per Hallström                 |                  | Dramatiska Teatern           |
| 1906 | Grosshandlare Holms son | Far och son Gustav Esmann                          |                  | Dramatiska Teatern           |
| 1906 |                         | Uppgörelse Ignatij Nikolajevitj Potapenko          |                  | Dramatiska Teatern           |
| 1906 |                         | Kusin Kate Hubert Henry Davies                     |                  | Dramatiska Teatern           |
| 1906 | Paul Werner             | Minna von Barnhelm Gotthold Ephraim Lessing        |                  | Dramatiska Teatern           |
| 1908 | Bear                    | Syndafloden Henning Berger                         | Gustaf Linden    | Dramaten                     |
| 1909 |                         | Mrs Dot W. Somerset Maugham                        | Karl Hedberg     | Svenska teatern, Stockholm   |
| 1909 | Paradine Fouldes        | Lady Frederick W. Somerset Maugham                 | Axel Hansson     | Axel Hanssons sällskap       |
| 1910 |                         | Den bergtagna Ernst Ahlgren och Axel Lundegård     |                  | Svenska teatern, Stockholm   |
| 1910 |                         | Chokladdockan Paul Gavault                         |                  | Svenska teatern, Stockholm   |
| 1910 |                         | De ungas förbund Henrik Ibsen                      |                  | Svenska teatern, Stockholm   |
| 1911 | Wrangel                 | Wallenstein Friedrich Schiller                     | Gunnar Klintberg | Svenska teatern, Stockholm   |
| 1911 | Greve Henrik Dohna      | Gösta Berlings saga Selma Lagerlöf                 | Albert Ranft     | Svenska teatern, Stockholm   |